# Афанасьев, Александр Никифорович
Алекса́ндр Ники́форович Афана́сьев (1914—1943) — сержант Рабоче-крестьянской Красной Армии, участник Великой Отечественной войны, Герой Советского Союза (1943).

## Биография
Александр Афанасьев родился 6 августа 1914 года в селе Ганюшкино (ныне Курмангазы Курмангазинского района Атырауской области Казахстана) в семье рыбака Никифора Павловича и домохозяйки Пелагеи Никитичны Афанасьевых. Русский. Окончил среднюю школу. В 1930 году начал работать рыбаком в только что организованном колхозе «Красный Каспий». Осенью того же года был направлен на учёбу в школу фабрично-заводского ученичества в город Гурьев, где получил специальность электромонтёра. Вернувшись в Ганюшкино, участвовал в электрификации родного села. В 1933 году женился и через два года с семьёй переехал в Гурьев, где работал консультантом в заготконторе. Вскоре был переведён в Караганду, но в 1940 году вернулся в Гурьев. До призыва в армию работал в системе торговли.
В мае 1942 года был призван на службу в Рабоче-крестьянскую Красную Армию. С августа 1943 года — на фронтах Великой Отечественной войны. К осени 1943 года гвардии сержант Афанасьев командовал пулемётным взводом 202-го гвардейского стрелкового полка 68-й гвардейской стрелковой дивизии 40-й армии Воронежского фронта. Отличился во время битвы за Днепр.
25 сентября 1943 года Афанасьев одним из первых в своём подразделении переправился через Днепр в районе сёл Балыка и Щучинка ныне Обуховского района Киевской области. Когда командир роты выбыл из строя, сержант Афанасьев, заменив его, успешно руководил действиями роты.
Указом Президиума Верховного Совета СССР от 13 ноября 1943 года сержант Александр Афанасьев был удостоен звания Героя Советского Союза с вручением ордена Ленина и медали «Золотая Звезда».
11 октября 1943 года Афанасьев погиб в бою. Похоронен в братской могиле в селе Балыко-Щучинка.

## Семья
Жена Анна Алексеевна, сын Юрий.